# Bouvetön

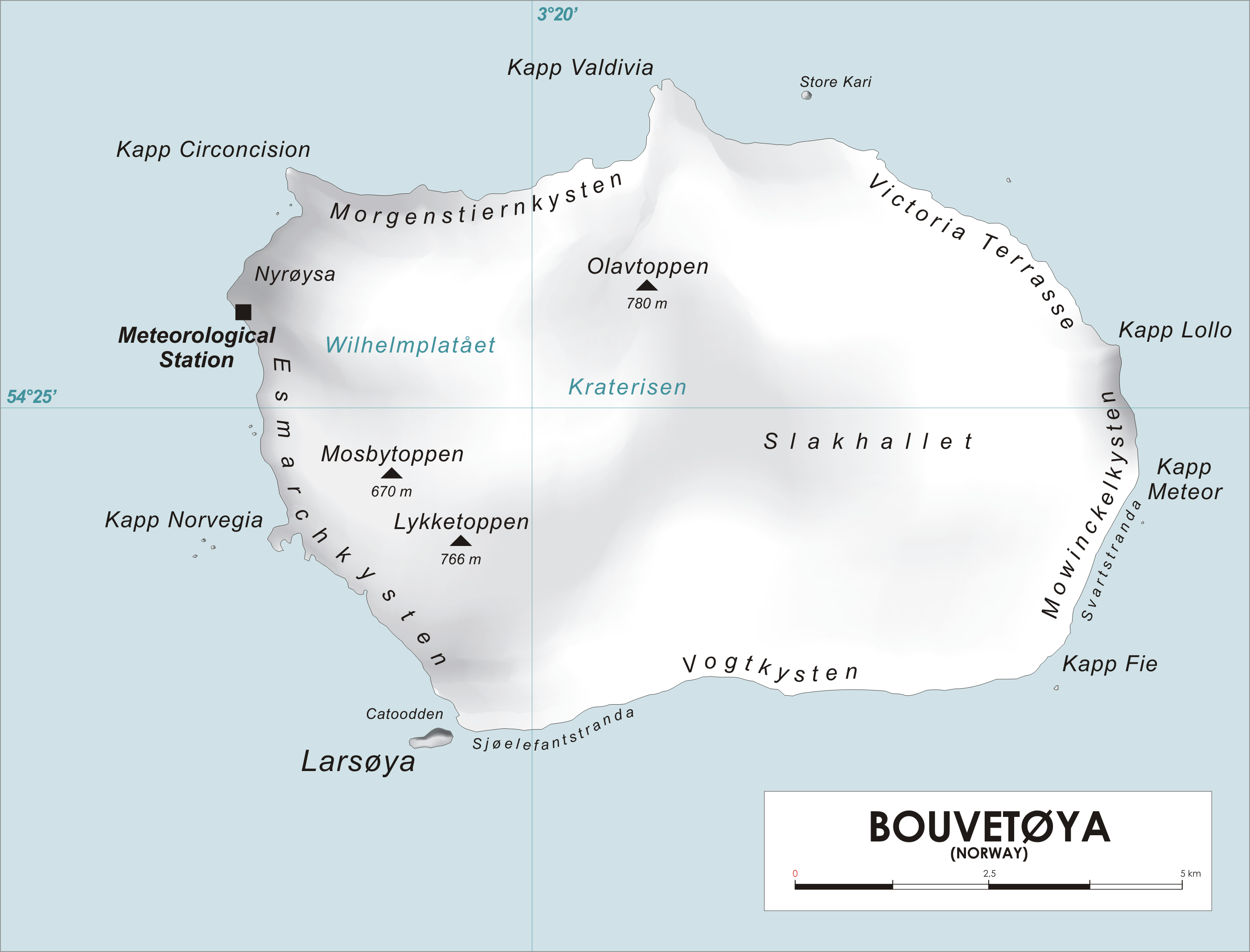
Karta över Bouvetön.

Bouvetön (franska Île Bouvet, norska Bouvetøya; tidigare Liverpool Island eller Lindsay Island) är en ö 1 700 km utanför Antarktis nordöstra kust, utanför Drottning Mauds land.
Ön är ett så kallat norskt biland sedan 27 februari 1930 men har tillhört Norge sedan 1 december 1927 då den norska Norvegia-expeditionen under kapten Harald Horntvedt annekterade ön. Ön har inga fast boende, och det är sällsynt med besök även på sommaren.

## Geografi
Ön är en vulkanö i södra Atlanten. Den har en area av 49 km² och den högsta höjden Olavtoppen ligger på 780 meter över havet. Största längd i öst-västlig riktning är 9 km. Ön täcks till 93 % av glaciärer som blockerar syd- och östkusterna. Ön har inga hamnar, utan enbart ankarplatser utanför ön. Större delen av året är ön snö- och istäckt, förutom under en kort period under sensommaren. Klimatet är ett blåsigt polarhavsklimat med ett medel på +2 °C i februari och -3 °C i juli. Nyrøysa, en lavahylla på öns västkust som uppstod vid jordskred mellan 1955 och 1958, är en vanlig boplats för fåglar. Havet har skapat branta kuster som gör det svårt att gå i land. Man brukar använda helikopter från ett fartyg för att ta sig i land.

## Juridik och förvaltning
Ön anses inte vara en del av Norge, men hör till Norge som ett slags koloni (norska: biland). Ön är under norsk överhöghet men inte en del av Norge vilket betyder att ön kan säljas eller avyttras utan att det strider mot grundlagen. Tillsammans med Peter I:s ö och Drottning Mauds land (Norges anspråk på Antarktis) kallas områdena Norska Antarktis.
Ön är helt obebodd. Därför finns det ingen kommunal förvaltning över ön, inga val, inget självstyre (trots att ön inte är en del av Norge) och så vidare. Bouvetön förvaltas direkt från Norge av Norsk Polarinstitutt. Det finns inte heller postgång eller teleförbindelse, eller koder för detta. Dock finns en internetdomän tilldelad, ".bv" som emellertid inte används.

## Bebyggelse

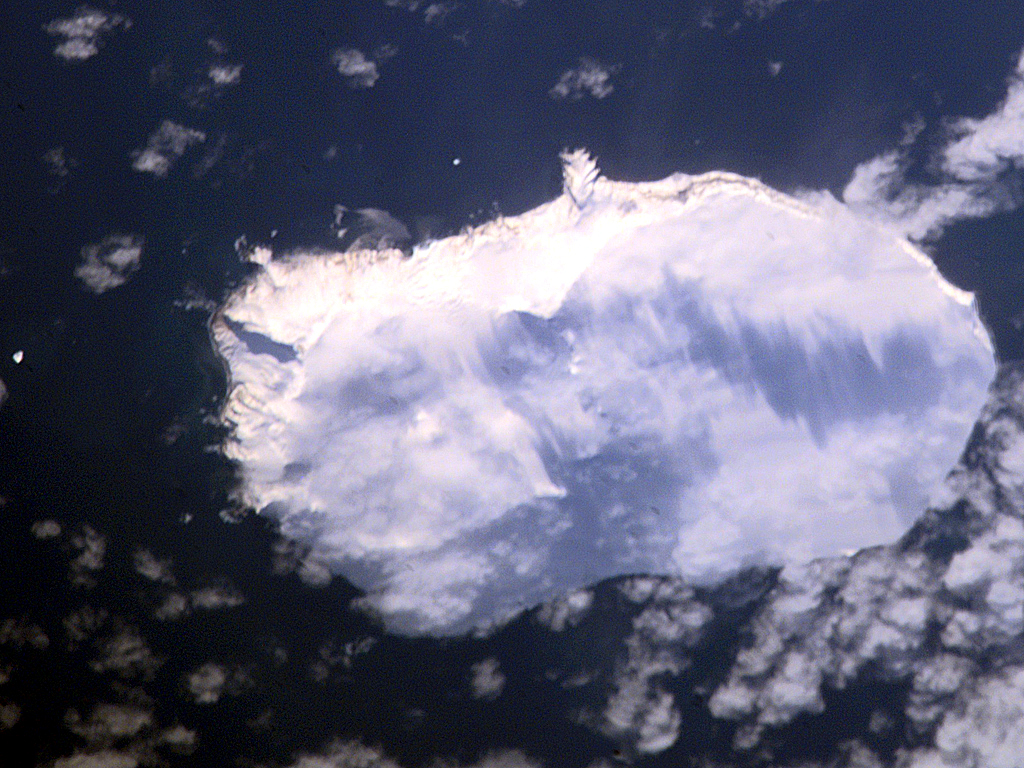
Bouvetön, satellitfoto.

Ön bebos endast sporadiskt av ett fåtal personer på stationen Norvegia, en väder- och forskningsstation bestående av baracker utplacerade 2014. Tidigare bebyggelse i form av mindre träbyggnader har existerat, men dessa har förstörts av jordskred.

## Djur och växter
Bland häckande djur finns havsfåglar (sydlig stormfågel, brokpetrell, stormsvalor, antarktislabb), pingviner (hakremspingvin och macaronipingvin) och sälar (sjöelefanter och antarktisk pälssäl). Ön är viktig för fortplantningen i området då det inte finns annat land på långt avstånd. Det finns lavar och mossor.

## Historia
Bouvetön upptäcktes den 1 januari 1739 av en expedition under ledning av den franske sjöofficeren Jean-Baptiste Charles Bouvet de Lozier som dock aldrig själv lyckades landstiga. Bristfälliga koordinater gjorde att ön inte hittades igen förrän 1808 av de brittiska valfångarna James Lindsay och Thomas Hopper.
Första landstigningen gjordes 1822 av den amerikanske kaptenen Benjamin Morrell som då namngav den efter Bouvet för att hedra upptäckaren. Ön återfanns och beskrevs 1898 av den tyska Valdiviaexpeditionen.
Genom Norvegiaexpeditionen togs ön i besittning för Norges räkning i december 1927. Ett norskt valfångstbolag upprättade en fångststation på Bouvetön, och 1929 blev ön bas för flygspaning vid jakt på valar.
År 1964 besöktes Bouvetön av en sydafrikansk expedition som skulle undersöka det av jordskred nybildade området Nyrøysa. Ett mycket oväntat fynd gjordes då i form av en mindre livbåt i en lagun på ön. Båten har senare visat sig tillhört en sovjetisk vetenskaplig exkursion som 1958 besökte ön och på grund av svåra väderförhållanden fick hämtas upp med sitt moderskepps helikopter istället för att återvända med livbåten.
I februari 2012 bestegs den högsta punkten, Olavtoppen, för första gången.

## Bouvetön i fiktion
Filmen Alien vs. Predator och boken A Grue of Ice (Albatrossfoten) av Geoffrey Jenkins utspelar sig på Bouvetön. Filminspelningen gjordes inte där utan i en studio.